# Пердомо, Лусиано
Лусиано Пердомо (исп. Luciano Perdomo; 10 сентября 1996 года, Монте, Аргентина) — аргентинский футболист, играющий на позиции полузащитника. Ныне выступает за аргентинский клуб «Чакарита Хуниорс».

## Клубная карьера
Пердомо является воспитанником аргентинского клуба «Химнасия и Эсгрима». 5 февраля 2016 года дебютировал в чемпионате Аргентины в поединке против «Банфилда», выйдя на поле в стартовом составе и проведя весь матч. Всего в сезоне 2016 провёл 6 встреч, вместе с командой занял пятое место в первой зоне.
Сезон 2016/2017 начал игроком стартового состава.